# Wilhelm Hoffmann (Mediziner)

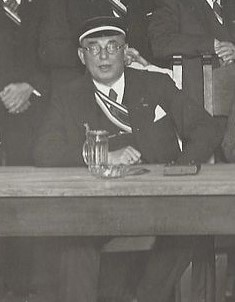
Wilhelm Hoffmann (1936)

Wilhelm Julius Hermann Hoffmann (* 3. Mai 1872 in Kassel; † 13. Dezember 1945 in Berlin-Westend) war ein deutscher Sanitätsoffizier und Medizinalbeamter.

## Leben
Hoffmann studierte an der Kaiser-Wilhelms-Akademie für das militärärztliche Bildungswesen  Medizin. 1890 wurde er Mitglied des Pépinière-Corps Franconia. Er klammerte den Consenior und den Fuchsmajor. 1894 wurde er zum Dr. med. promoviert. Am 29. September 1896 zum Assistenzarzt II. Klasse befördert, wurde er am 18. April 1901 Stabsarzt. Von 1902 bis 1905 war er als Assistent am Hygienischen Institut der Universität Berlin. 1907 wurde ihm als Stabsarzt an der Kaiser-Wilhelm-Akademie das Prädikat Professor verliehen. Ab Oktober 1908 wurde er dann dort Vorstand des hygienisch-chemischen Labors. Am 22. März 1912 wurde er Oberstabsarzt und war 1914 Referent bei der Marineabteilung des Kriegsministeriums in Berlin. Während des Ersten Weltkriegs war er als beratender Hygieniker beim Feldsanitätschef, beim Oberbefehlshaber-Ost, der 9. Armee, der Bugarmee und der Heeresgruppe Kiew. 1919 wurde er als Generaloberarzt aus der Armee verabschiedet.
Hoffmann war medizinischer Referent des Deutschen Gemeindetages und 1907–1910 Sekretär des internationalen Hygienekongresses. Zusätzlich war er noch verantwortlicher Schriftleiter des Zeitschrift für das gesamte Krankenhauswesen. 1919 wurde er Direktor des Medizinalamtes der Stadt Berlin, das ab 1920 Hauptgesundheitsamt Berlin hieß. Hier blieb er bis 1934 Direktor.
Noch in Berlin oder schon in Hamburg wählte ihn Franconia zum Ehrenmitglied. Bei der Aufnahme des Corps Frankonia Prag in den Kösener Senioren-Convents-Verband gehörte er zu den Berliner Gründungsphilistern. Mit Erich Granaß und Werner Sporleder wurde er am 26. November 1922 bei Frankonia Prag recipiert.

## Veröffentlichungen (Auswahl)
- Die Infektionskrankheiten und ihre Verhütung. 2., verbesserte und erweiterte Auflage. Berlin (= Sammlung Göschen. Band 327).
- mit Anton Waldmann: Lehrbuch der Militärhygiene. Julius Springer, Berlin Heidelberg 1936. GoogleBooks[6]
- als Herausgeber: Die deutschen Ärzte im Weltkriege – ihre Leistungen und Erfahrungen. Mittler, Berlin 1919 (darin u. a. Die wichtigsten Kriegsseuchen)
- als Herausgeber: Hygiene. Band VII. des Handbuchs der Ärztlichen Erfahrungen im Weltkriege 1914/1918, Leipzig 1922.